# Myriopholis algeriensis
Myriopholis algeriensis — вид змій родини струнких сліпунів (Leptotyphlopidae). Мешкає в Північній Африці.

## Поширення і екологія
Myriopholis algeriensis відомі з низки місцевостей, розташованих в Західній Сахарі, на півдні Марокко, в Алжирі, на півдні Тунісу, в Мавританії, північному Малі і північно-східному Нігері, можливо, також на південному заході Лівії. Вони живуть в пустелі Сахара, де зустрічаються в оазах та у ваді, на висоті до 1100 м над рівнем моря. Ведуть нічний, риючий спосіб життя. Живляться личинками мурах.